# スポットライト (2020年のテレビドラマ)
『スポットライト』は、TOKYO MX1で2020年7月7日から同年9月22日まで放送されたテレビドラマ。全12回。

## 概要
このドラマは、ソニー・ミュージックアーティスツ所属の新鋭女優を主人公にしたオムニバス形式で、演出と作風は毎回異なり、恋愛、応援、学園、アクションなど、主人公に合わせた多種多様な物語で届ける。番組のストーリーテラーをミッツ・マングローブが務める。

## 出演者
ストーリーテラー
- ミッツ・マングローブ

第1話主演
- 久保田紗友

第2話主演
- 松本妃代

第3話主演
- 北原帆夏

第4話主演
- 富田保乃歌

第5話主演
- 辻千恵

第6話主演
- 佐生雪

第7話主演
- 永瀬莉子

第8話主演
- 石川瑠華

第9話主演
- 甲田まひる

第10話主演
- 山崎あみ

第11話主演
- もも（チャラン・ポ・ランタン[1]）

最終話主演
- 武田梨奈

## 放送日程
| 各話   | 放送日        | サブタイトル       | 主演       | 共演 | 脚本                     | 演出       |
| ------ | ------------- | ------------------ | ---------- | --- | ------------------------ | ---------- |
| 第1話  | 2020年7月7日  | 年に一度の再会を   | 久保田紗友 | 斉藤陽一郎、つみきみほ                                                                                                | 藤井香織                 | 横尾初喜   |
| 第2話  | 2020年7月14日 | 春が終わる         | 松本妃代   | 坂東龍汰、熊野善啓、川崎ゆり子                                                                                        | 中川龍太郎               | 中川龍太郎 |
| 第3話  | 2020年7月21日 | 子役上がり女優未満 | 北原帆夏   | 田辺桃子、村木ひらり、元倉あかり、柴田桃花、松尾紗良、羽場優希、杉本星斗                                              | 和田泰宏                 | 和田泰宏   |
| 第4話  | 2020年7月28日 | らーめん ほのか    | 富田保乃歌 | 平井亜門、丈唯、高崎凌、高山葵、吉澤利男、百音、大場誠、下前祐貴、木村健三、 比嘉奈菜子、泉茉里                       | 益永あずみ               | 水島英樹   |
| 第5話  | 2020年8月4日  | Temporary room     | 辻千恵     | 水間ロン | 松本花奈                 | 松本花奈   |
| 第6話  | 2020年8月11日 | I have a dream     | 佐生雪     | 飯田祐真、長谷川真弓、田村杏太郎、ティーチャ(めいどのみやげ)、宇野祥平                                                | 山嵜晋平                 | 山嵜晋平   |
| 第7話  | 2020年8月18日 | Don't Look Back    | 永瀬莉子   | 倉悠貴、伊藤祐輝 、井芹菜沙 、大槻アイリ、天野きき 、木村伊吹 、西岡将汰 、 大城広太、アキラ100%                      | 村上太郎                 | 金井紘     |
| 第8話  | 2020年8月25日 | アタシはカレシ     | 石川瑠華   | 加藤峻也、高橋陽子 | 井口昇                   | 井口昇     |
| 第9話  | 2020年9月1日  | フォトジェニック   | 甲田まひる | 村杉蝉之介、九羽紅緒、上埜すみれ、加藤桃子、カラサワイワオ、榎本靖、井口昇、 竹内アンナ                               | 井口昇                   | 井口昇     |
| 第10話 | 2020年9月8日  | 絶対泣かない、私。 | 山崎あみ   | 白石優愛、竹田光稀、川添野愛、木村彩紗望、LISA、黒沢あすか                                                            | 井口昇 岸野聡子          | 井口昇     |
| 第11話 | 2020年9月15日 | ストックフォト     | もも       | 松㟢翔平、嶺豪一、岩谷健司、福島マリコ、カトウシンスケ、宮部純子、新見綜一郎、 島村和秀、浦山佳樹、藤江琢磨、東田頼雄 | 木乃江祐希 森岡龍 磯龍介 | 森岡龍     |
| 最終話 | 2020年9月22日 | the wrong goodbye  | 武田梨奈   | 松本大志、山村真也、柴田洋助、川本直弘、本島靖大、有里まりな、実可子、 三島史保梨                                     | 煙山夏美                 | 木村好克   |

## スタッフ
- プロデューサー:内田わか
- 制作著作:ソニー・ミュージックエンタテインメント

## 放送局
| 放送対象地域 | 放送局    | 系列      | 放送時間                 | 放送期間                     | 備考   |
| ------------ | --------- | --------- | ------------------------ | ---------------------------- | ------ |
| 東京都       | TOKYO MX1 | 独立UHF局 | 毎週火曜日23:30 - 翌0:00 | 2020年7月7日 - 2020年9月22日 | 制作局 |